# Wolfgang Kindl
Wolfgang Kindl (* 18. dubna 1988 Innsbruck, Rakousko) je rakouský sáňkař, dvojnásobný mistr světa.
Na mistrovství světa vybojoval v roce 2017 zlatou medaili v závodě jednotlivců a ve sprintu, v roce 2015 a 2016 vybojoval bronz v závodě jednotlivců. Na mistrovství Evropy vybojoval v závodě jednotlivců stříbro v roce 2010 a bronz v roce 2017, ve stejných letech získal stříbro v týmovém závodě. V roce 2010 a 2014 startoval na olympijských hrách, kde shodně obsadil 9. místo v individuálním závodě a v roce 2014 ještě 7. místo v týmovém závodě.